# الفتح الإسلامي لمحافظة فارس
الفتح الإسلامي لمحافظة فارس وقع في الفترة من 638/9 إلى 650/1، وانتهى بإخضاع مقاطعة محافظة فارس الساسانية، المعروفة أيضًا باسم فارس أو بارس، للخلافة الراشدة في عهد عمر.
لقد تم الغزو العربي لبلاد فارس الساسانية على مرحلتين. انتهت الحملة البحرية البحرينية الأولى في عام 638 بالفشل. وبعد تغيير والي البحرين، تبعت تلك الحملة الفاشلة حملة ثانية شنتها في عام 643 قوة مشتركة من رجال القبائل العربية من البحرين وعمان تحت قيادة عثمان بن أبي العاص الثقفي، والتي سيطرت في النهاية على المحافظة.
اضطر الإمبراطور الساساني يزدجرد الثالث، الذي سافر إلى فارس لقيادة الدفاع ضد العرب، إلى الفرار إلى محافظة كرمان الساسانية. أنهى هذا سيطرة الساسانيين على المنطقة، على الرغم من أن سكانها ثاروا في البداية عدة مرات ضد الحكم العربي.

## التاريخ

### الحملة الأولية والهجوم الساساني المضاد
بدأ الفتح العربي لفارس في عام 638/9، عندما قاد والي البحرين في ذلك الوقت العلاء بن الحضرمي حملة بحرية ضد الساسانيين دون إذن من عمر.
تقدمت الحملة للاستيلاء على جزيرة في الخليج العربي، وعلى الرغم من أن العلاء وبقية العرب قد أُمروا بعدم غزو فارس أو الجزر المحيطة بها، فقد نظم جيشه في ثلاث مجموعات - واحدة تحت قيادة الجارود بن معلا، والثانية تحت قيادة السوار بن همام والثالثة تحت قيادة خليد بن المنذر بن ساوى - وتحرك نحو المقاطعة. وعندما دخلت المجموعة الأولى فارس، هُزمَت بسرعة، وقُتل الجارود. وسرعان ما حدث الشيء نفسه للمجموعة الثانية. ومع ذلك، فقد ثبت أن الأمور كانت أفضل مع المجموعة الثالثة؛ حيث تمكن خالد من إبقائهم تحت السيطرة، لكنه لم يتمكن من الانسحاب إلى البحرين بسبب قيام الساسانيين بمنع طريقه إلى البحر. كما أحرق الساسانيون العديد من سفن القوات العربية.
وعندما سمع عمر عن الحملة البحرية الفاشلة التي قادها العلاء ضد فارس، عزله من منصب ولاية البحرين وأعاده إلى الجبهة الساسانية في العراق، حيث وُضع تحت قيادة منافسه سعد بن أبي وقاص. وفي هذه الأثناء أمر الخليفة عتبة بن غزوان بإرسال تعزيزات لمساعدة خالد، الذي تمكن من الانسحاب إلى البحرين مع بعض رجاله، بينما انسحب الباقون إلى البصرة.
بعد سحب ولاية البحرين من العلاء، أُعطيَت لعثمان بن أبي العاص الثقفي، الذي كان واليًا في وقت سابق في عام 636 قبل استدعائه إلى الطائف في عام 637.

### الحملة الثانية والغزو الناجح
في حوالي عام 1850 643م استولى عثمان بن أبي العاص الثقفي على بيشابور، وعقد معاهدة سلام مع سكان المدينة. وفي عام 19/644، هاجم العلاء محافظة فارس مرة أخرى من البحرين، ووصل إلى إصطخر، حتى صده والي فارس (المرزبان)، شهرج.
وتمكن الثقفي في وقت لاحق من إنشاء قاعدة عسكرية في توّاج، وسرعان ما هُزم وقُتل شهرج بالقرب من روشهر، على الرغم من أن بعض المصادر تقول إن هذا العمل قام به شقيقه. بعد فترة وجيزة، أرسل الثقفي شخصًا من محافظة فارس اسمه هرمز بن حيان العبدي، الذي اعتنق الإسلام قبل هذا الفتح، لمهاجمة حصن يُعرف باسم سينيز على ساحل فارس.
بعد تولي عثمان بن عفان الخلافة الراشدة في 11 تشرين الثاني، أعلن سكان بيشابور تحت قيادة شقيق شهرج الاستقلال، لكنهم هزموا. لا يزال تاريخ هذه الثورة محل نزاع، حيث يذكر المؤرخ البلاذري أنها حدثت في عام 646.
في عام 648، أجبر عبد الله بن الأشعري واليَ إصطخر مهك على تسليم المدينة. ولكن هذا لم يكن الفتح النهائي لإصطخر، حيث تمرد سكان المدينة بعد ذلك في عام 649/50 بينما كان واليها المُعيَّن حديثًا، عبد الله بن عامر، يحاول الاستيلاء على غور. وفي أثناء الثورة هُزم الوالي العسكري للولاية عبيد الله بن معمر وقُتل.
وفي عام 650/1 سافر الإمبراطور الساساني يزدجرد الثالث بنفسه إلى إصطخر لتنظيم الدفاع ضد العرب شخصيًّا، وبعد فترة ذهب إلى غور. وفي غيابه فشلت الدفاعات في إصطخر، فنُهبَت المدينة وقُتل أكثر من 40 ألفًا من المدافعين. ثم استولى العرب سريعًا على غوروكازرون وسيراف، بينما فر يزدجرد الثالث إلى محافظة كرمان الساسانية. أدى هروب الإمبراطور إلى إنهاء الصراع، وأدى الانتصار العربي إلى تسليم الإقليم إلى سيطرة الخلافة. ومع ذلك، فإن سكان المقاطعة ثاروا في وقت لاحق عدة مرات ضد حكم النخب العربية.